# Richtlinie 98/79/EG
Die Richtlinie 98/79/EG des Rates vom 27. Oktober 1998 über In-vitro-Diagnostika ist eine EG-Richtlinie und wird in Deutschland und Österreich kurz als IVD-Richtlinie bezeichnet. International spricht man von der Richtlinie als In-vitro Diagnostic Directive (IVDD) oder Directive 98/79/EC.
Sie ist das wesentliche Regelungsinstrument für die Leistungsfähigkeit von In-vitro-Diagnostika im Europäischen Wirtschaftsraum.
Sie wurde aufgehoben durch die Verordnung (EU) 2017/746 über In-vitro-Diagnostika vom 5. April 2017.

## Definitionen

### In-vitro-Diagnostikum
Als In-vitro-Diagnostikum im Sinne der Richtlinie gilt jedes „Medizinprodukt“, das als Reagenz, Reagenzprodukt, Kalibriermaterial, Kontrollmaterial, Kit, Instrument, Apparat, Gerät oder System – einzeln oder in Verbindung miteinander – nach der vom Hersteller festgelegten Zweckbestimmung zur In-vitro-Untersuchung von aus dem menschlichen Körper stammenden Proben, einschließlich Blut- und Gewebespenden, verwendet wird und ausschließlich oder hauptsächlich dazu dient, Informationen zu liefern:
- über physiologische oder pathologische Zustände oder
- über angeborene Anomalien oder
- zur Prüfung auf Unbedenklichkeit und Verträglichkeit bei den potentiellen Empfängern oder
- zur Überwachung therapeutischer Maßnahmen.

### Probenbehältnisse
Probenbehältnisse gelten als In-vitro-Diagnostika. Probenbehältnisse sind luftleere wie auch sonstige Medizinprodukte, die von ihrem Hersteller speziell dafür gefertigt werden, aus dem menschlichen
Körper stammende Proben unmittelbar nach ihrer Entnahme aufzunehmen und im Hinblick auf eine In-vitro-Diagnose aufzubewahren.

### Laborgeräte
Erzeugnisse für den allgemeinen Laborbedarf gelten nicht als In-vitro-Diagnostika, es sei denn, sie sind aufgrund ihrer Merkmale nach ihrer vom Hersteller festgelegten Zweckbestimmung speziell für In-vitro-Untersuchungen zu verwenden.

### Zubehör
Als Zubehör (zu einem In-vitro-Diagnostikum) gilt jeder Gegenstand, der selbst kein In-vitro-Diagnostikum
ist, aber nach der von seinem Hersteller speziell festgelegten Zweckbestimmung zusammen mit einem Produkt zu verwenden ist, damit dieses entsprechend seiner Zweckbestimmung angewendet werden kann.
Im Sinne dieser Definition gelten invasive, zur Entnahme von Proben bestimmte Erzeugnisse sowie Produkte, die zum Zweck der Probenahme in unmittelbaren Kontakt mit dem menschlichen Körper kommen, im Sinne der Richtlinie 93/42/EWG nicht als Zubehör von In-vitro-Diagnostika.

### Kalibrier- und Kontrollmaterial
Im Sinne dieser Richtlinie gilt als Kalibrier- und Kontrollmaterial jede Substanz, jedes Material und jeder Gegenstand, die von ihrem Hersteller vorgesehen sind zum Vergleich von Messdaten oder zur Prüfung der Leistungsmerkmale eines Produkts im Hinblick auf die Anwendung, für die es bestimmt ist.

### Produkt zur Eigenanwendung
Ein „Produkt zur Eigenanwendung“ ist jedes Produkt, das nach der vom Hersteller festgelegten Zweckbestimmung von Laien in der häuslichen Umgebung angewendet werden kann. Demnach ist der primäre Anwenderkreis der In-vitro-Diagnostika dem einschlägigen Fachpersonal zuzuordnen.

### Produkt für Leistungsbewertungszwecke
Ein „Produkt für Leistungsbewertungszwecke“ ist ein Produkt, das vom Hersteller dazu bestimmt ist, einer oder mehreren Leistungsbewertungsprüfungen in Labors für medizinische Analysen oder in einer anderen angemessenen Umgebung außerhalb der eigenen Betriebsstätte unterzogen zu werden.

## Gesetzliche Umsetzung
Wie alle europäischen Richtlinien ist es das vorrangige Ziel der Richtlinie, den freien Warenaustausch zu ermöglichen. Dies wird aus Artikel 2 ersichtlich, der fordert: „Die Mitgliedstaaten treffen alle erforderlichen Maßnahmen, damit die Produkte nur in Verkehr gebracht und/oder in Betrieb genommen werden dürfen, wenn sie bei sachgemäßer Lieferung, Installation, Instandhaltung und ihrer Zweckbestimmung entsprechender Verwendung die Anforderungen dieser Richtlinie erfüllen. Diese umfasst auch die Verpflichtung der Mitgliedstaaten, Sicherheit und Qualität dieser Produkte zu überwachen. Dieser Artikel gilt auch für Produkte, die für Leistungsbewertungszwecke bereitgestellt werden.“
Die weiteren Artikel behandeln die verwaltungsmäßige Umsetzung und verweisen auf weitere rechtliche Verknüpfungen.
Die Umsetzung der IVD-Richtlinie in jeweils nationales Recht erfolgt durch entsprechende nationalen Gesetze, in Deutschland und Österreich durch das Medizinproduktegesetz (Gesetz über Medizinprodukte), auch wenn In-vitro-Diagnostika per Definition keine Medizinprodukte sind. Die Schweiz bezieht sich im Heilmittelgesetz (HMG) ebenfalls auf diese Richtlinie.

## Einteilung von In-vitro-Diagnostika
In Anhang II der Richtlinie sind explizit eine Reihe von Risikoprodukten angeführt, für die ein spezielles Konformitätsbewertungsverfahren erforderlich ist. Demnach werden In-vitro-Diagnostika in folgende Klassen eingeteilt:
- Liste A nach Anhang II
- Liste B nach Anhang II
- Produkte zur Eigenanwendung
- Allgemeine In-vitro-Diagnostika

Die Einteilung erfolgt also nach dem Ausschlussprinzip. Zur allgemeinen Klasse gehören demnach sämtliche IVD, die weder in Liste A, noch in Liste B enthalten sind, und nicht zur Eigenanwendung durch Laien bestimmt sind.

### Liste A
Zur Liste A gehören gemäß Anhang II der Richtlinie folgende Reagenzien und Reagenzprodukte, einschließlich der entsprechenden Kalibrier- und Kontrollmaterialien:
- zur Bestimmung folgender Blutgruppen: AB0-System, Rhesus (C, c, D, E, e), Kell-System.
- zum Nachweis, zur Bestätigung und zur quantitativen Bestimmung von Markern von HIV-Infektionen (HIV 1 und 2), HTLV-I und II sowie Hepatitis B, C und D in Proben menschlichen Ursprungs.

### Liste B
Zur Liste B gehören gemäß Anhang II der Richtlinie folgende Reagenzien und Reagenzprodukte, einschließlich der entsprechenden Kalibrier- und Kontrollmaterialien für folgende Zwecke:
- Bestimmung folgender Blutgruppen: Duffy-System, Kidd-System.
- Bestimmung irregulärer Anti-Erythrozyten-Antikörper.
- Nachweis und quantitative Bestimmung von Röteln oder Toxoplasmose.
- Nachweis der Erbkrankheit: Phenylketonurie.
- Nachweis folgender Infektionen beim Menschen: Cytomegalievirus, Chlamydien.
- Bestimmung folgender HLAGewebetypen: DR, A, B.
- Nachweis des Tumormarkers PSA.
- Spezifische Schätzung des Risikos des Down-Syndroms (inklusive Software zur Berechnung).
- Produkte zur Eigenanwendung zur Blutzuckerbestimmung.

### Produkte zur Eigenanwendung
Produkte zur Eigenanwendung sind zur Anwendung durch Laien in der häuslichen Umgebung bestimmt (ausgenommen Produkte zur Blutzuckerbestimmung, diese sind der Liste B zuzuordnen). Typische Produkte dieser Klasse sind:
- Schwangerschaftstests
- Menopausentests
- Ovulationstests

### Allgemeine Klasse
Alle anderen In-vitro-Diagnostika sind der allgemeinen Klasse zuzuordnen. Für diese Produkte kann der Hersteller die Konformitätsbewertung in Eigenverantwortung ohne verpflichtende Einbindung einer Benannten Stelle durchführen.